# Spooky Tooth
Spooky Tooth byla anglická progressive rocková skupina založená koncem 60. let.

## Kariéra
Spooky Tooth se formovali v říjnu 1967, postupným vývojem skupin The Ramrods (1960 - 1963), The V.I.P.'s (1963 - duben 1967) a Art (duben - říjen 1967). Sestava se měnila několikrát, hlavními členy však byli:
- Mike Harrison (narozen jako Michael Harrison, 3. září 1942, Carlisle, Cumbria) (klávesy/zpěv)
- Greg Ridley (narozen jako Alfred Gregory Ridley, 23. října 1942, Aspatria, Cumbria — 19. listopadu 2003, Alicante, Španělsko) (baskytara/zpěv)
- Luther (Luke) Grosvenor (narozen jako Luther James Grosvenor, 23. prosince 1946, Evesham, Worcestershire) (kytara/zpěv)
- Mike Kellie, (narozen jako Michael Kellie, 24. března 1945, Birmingham, Warwickshire) (bicí)
- Gary Wright, (narozen jako 26. dubna 1943, Cresskill, New Jersey, USA) (varhany/zpěv)

První album vydali ještě jako Art, pak změnili jméno na Spooky Tooth.
Píseň „Better By You, Better Than Me“, nahraná skupinou Judas Priest je cover verzí (předělávkou) od Spooky Tooth. Byla převzata z alba Spooky Two z roku 1969, které je všeobecně považováno za nejlepší počin skupiny.
 Album bylo posledním, na kterém účinkuje původní sestava. Ridley v roce 1969 odešel k Humble Pie a nahradil jej Andy Leigh (v čase nahrávání alba Ceremony), který odešel od Matthews Southern Comfort.
Grosvenor později hrál se Stealers Wheel a Mott the Hoople, zatímco Wright měl v rozhlasech dlouhodobě oblíbený hit Dream Weaver.
Harrison / Grosvenor / Ridley / Kellie v roce 1998 na krátký čas obnovili skupinu a natočili album ('Cross Purpose').
 Greg Ridley zemřel v listopadu 2003. Harrison / Wright / Kellie se znovu sešli v roce 2004, aby odehráli dva koncerty v Německu, které byly vydány na DVD 'Nomad Poets' (2007).

## Diskografie
jako Art
- 1967 - Supernatural Fairy Tales

jako Spooky Tooth
- 1968 - It's All About
- 1969 - Spooky Two
- 1970 - Ceremony (s Pierre Henrym)
- 1970 - The Last Puff
- 1971 - Tobacco Road (=It's All About)
- 1973 - You Broke My Heart So I Busted Your Jaw
- 1973 - Witness
- 1974 - The Mirror
- 1999 - Cross Purpose
- 1999 - The Best of Spooky Tooth: That Was Only Yesterday
- 2000 - Comic Violence
- 2001 - BBC Sessions
- 2007 - Nomad Poets (DVD)